# Ferhat Pehlivan
Ferhat Pehlivan (ur. 20 sierpnia 1988 w Akçaabacie) – turecki bokser.

## Kariera amatorska
W 2007 r. startował na mistrzostwach świata w Chicago. Pehlivan odpadł w swoim pierwszym pojedynku, przegrywając 10:22 z Polakiem Łukaszem Maszczykiem. W 2008 r. podczas mistrzostw europy w Liverpoolu zdobył brązowy medal w kategorii papierowej. W 1/8 finału jego rywalem był Benoni Marcu, którego pokonał 4:1. W ćwierćfinale pokonał medalistę olimpijskiego z Aten i mistrza świata z Bangkoku, Siergieja Kazakowa, a w półfinale pokonał go Hiszpan Kelvin de la Nieve, który zdobył srebrny medal.
W 2009 r. zdobył brązowy medal na igrzyskach śródziemnomorskich w Pescarze oraz był uczestnikiem mistrzostw świata w Mediolanie. Na igrzyskach śródziemnomorskich, Pehlivan przegrał w półfinale z Hiszpanem Kelvinem De la Nieve, a na mistrzostwach świata odpadł w swojej 2. walce, przegrywając z Dawidem Ajrapetianem. W 2010 r. startował na mistrzostwach Europy w Moskwie, gdzie doszedł do ćwierćfinału, przegrywając z Kelvinem de la Nieve.
W kwietniu 2011 r. zwyciężył w turnieju bokserskim im. Feliksa Stamma w kategorii papierowej. W czerwcu uczestniczył na mistrzostwach Europy w Ankarze, gdzie doszedł do ćwierćfinału, przegrywając z Belikiem Gałanowem. We wrześniu uczestniczył na mistrzostwach świata w Baku. Pehlivan odpadł w 1/16 finału, przegrywając z Ekwadorczykiem Carlosem Quipo.
W 2012 r. zwyciężył w kwalifikacjach dla Europy w kategorii papierowej na igrzyska olimpijskie w Londynie. W 1/8 finału zwyciężył Ukraińca Denisa Szkarubę, w ćwierćfinale reprezentanta Niemiec Hamzę Toubę, w półfinale Irlandczyka Paddy'ego Barnesa, a w finale pokonał Bułgara Aleksandyra Aleksandrowa. Na igrzyskach olimpijskich w pierwszej rundzie zwyciężył reprezentanta Trynidadu i Tobago Carlosa Suáreza 16:6, w 1/8 finału jego rywalem był Ramy El-Awadi, którego pokonał 20:6, a w ćwierćfinale przegrał z Dawidem Ajrapetianem 11:19, który zdobył brązowy medal.

## Walki olimpijskie 2012 - Londyn
1. (1/16) Pokonał  Carlosa Suáreza (16-6)
2. (1/8) Pokonał  Ramy'ego El-Awadi (20-6)
3. (ćwierćfinał) Przegrał z  Dawidem Ajrapetianem (11-19)